# روپرت اورت
روپرت جیمز هکتور اِوِرت (به انگلیسی: Rupert James Hector Everett) (زادهٔ ۲۹ مه ۱۹۵۹) هنرپیشه انگلیسی است که فعالیت حرفه‌ای خود را از سال ۱۹۸۱ آغاز کرد. بازی در فیلم عروسی بهترین دوست من در کنار جولیا رابرتز و صداپیشگی شخصیت شاهزاده چارمینگ در شرک ۲، شرک ۳ برخی از نقش‌های مهم وی هستند.
او همچنین در فیلم‌های جایگاه زیبایی، بهترین چیز بعدی، دانستون بررسی می‌کند، سنت ترینیان، سنت ترینیان ۲، شرلوک هلمز و پرونده جوراب ابریشمی، برای کشتن یک پادشاه، آسایش غریبه‌ها، وفاداری از نوع دیگر و هدف وحشی بازی کرده‌است.

## زندگی

### زندگی شخصی
روپرت اورت همجنس‌گراست. او در مصاحبه‌ای با روزنامه بریتانیایی آبزرور در سال ۲۰۰۹ دربارهٔ صدماتی که این موضوع به شغلش وارد کرده‌است گفت: «صادقانه می‌گویم، من به هیچ بازیگر مردی که واقعاً به شغلش اهمیت می‌دهد، توصیه نمی‌کنم بیرون بیاید.»

## بخشی از جوایز و افتخارات
- کاندیدای بفتای بهترین بازیگر مکمل مرد برای فیلم عروسی بهترین دوست من در سال ۱۹۹۷